# Liste chronologique des shoot 'em up
 (mai 2017).
La liste chronologique des shoot 'em up répertorie les jeux vidéo de type shoot 'em up. La date indiquée correspond à la première sortie du jeu, toutes régions et plates-formes confondues.
Pour un souci de cohérence, la liste utilise les noms français des jeux, si ce nom existe.
| Année | Titre                                                        | Développeur                              | Type                              | Plate-forme (originale — adaptations)                                                                                    |
| ----- | ------------------------------------------------------------ | ---------------------------------------- | --------------------------------- | --- |
| 1962  | 0-3                                                          | 0-3                                      | 0-3                               | 0-3 |
| 1962  | Spacewar!                                                    | MIT                                      | Multidirectionnel                 | PDP-1 |
| 1971  | 3-6                                                          | 3-6                                      | 3-6                               | 3-6 |
| 1971  | Computer Space                                               | Nutting Associates                       | Multidirectionnel                 | Arcade |
| 1971  | Galaxy Game                                                  | Computer Recreations                     | Multidirectionnel                 | Arcade |
| 1975  | 7-9                                                          | 7-9                                      | 7-9                               | 7-9 |
| 1975  | Gun Fight                                                    | Midway Games                             | Fixe                              | Arcade |
| 1977  | A                                                            | A                                        | A                                 | A |
| 1977  | Air-Sea Battle                                               | Atari Inc.                               | Fixe                              | Atari 2600 |
| 1977  | Canyon Bomber                                                | Atari Inc.                               | Fixe                              | Arcade — Atari 2600 |
| 1977  | Combat                                                       | Atari Inc.                               | Fixe                              | |
| 1977  | Depthcharge                                                  | Gremlin                                  | Fixe                              | Arcade — Apple II, Commodore 64                                                                                          |
| 1977  | Guided Missile                                               | Midway Games                             | Fixe                              | Arcade |
| 1977  | Space Wars                                                   | Cinematronics                            | Multidirectionnel                 | Arcade — Vectrex |
| 1978  | B                                                            | B                                        | B                                 | B |
| 1978  | Dead Eye                                                     | Meadows Games                            | Fixe                              | Arcade |
| 1978  | Orbit                                                        | Atari                                    | Multidirectionnel                 | Arcade |
| 1978  | Space Invaders                                               | Taito                                    | Fixe                              | Arcade — cf. article |
| 1978  | Star Fire                                                    | Exidy                                    | Autres                            | Arcade — Atari 800, Commodore 64                                                                                         |
| 1979  | C                                                            | C                                        | C                                 | C |
| 1979  | Asteroids                                                    | Atari                                    | Multidirectionnel                 | Arcade — cf. article |
| 1979  | Astro Fighter                                                | Data East                                | Fixe                              | Arcade — Microtan 65, TRS-80 CoCo                                                                                        |
| 1979  | Galaxian                                                     | Namco                                    | Fixe                              | Arcade — cf. article |
| 1979  | Galaxy Wars                                                  | Universal                                | Fixe                              | Arcade — cf. article |
| 1979  | Invinco!                                                     | Sega                                     | Fixe                              | Arcade |
| 1979  | IPM Invader                                                  | Irem                                     | Fixe                              | Arcade |
| 1979  | Jatre Specter                                                | Jatre                                    | Fixe                              | Arcade |
| 1979  | Moon Alpha                                                   | Nichibutsu                               | Fixe                              | Arcade |
| 1979  | Ozma Wars                                                    | SNK                                      | Fixe                              | Arcade |
| 1979  | Space Attack                                                 | Sega                                     | Fixe                              | Arcade |
| 1979  | Space Invaders Part II                                       | Taito                                    | Fixe                              | Arcade |
| 1980  | D                                                            | D                                        | D                                 | D |
| 1980  | Armor Attack                                                 | Cinematronics                            | Multidirectionnel                 | Arcade — Vectrex |
| 1980  | Astro Invader                                                | Stern Electronics                        | Fixe                              | Arcade |
| 1980  | Balloon Bomber                                               | Taito                                    | Fixe                              | Arcade |
| 1980  | Battlezone                                                   | Atari                                    | Autres                            | Arcade |
| 1980  | Black Hole                                                   | Game-A-Tron                              | Fixe                              | Arcade |
| 1980  | Carnival                                                     | Sega                                     | Fixe                              | Arcade — Atari 2600, Colecovision, Intellivision                                                                         |
| 1980  | Cosmic Alien                                                 | Universal                                | Fixe                              | Arcade |
| 1980  | Defender                                                     | Williams Electronics                     | Horizontal                        | Arcade — cf. article |
| 1980  | Devil Zone                                                   | Universal                                | Fixe                              | Arcade |
| 1980  | Helifire                                                     | Nintendo                                 | Fixe                              | Arcade |
| 1980  | King and Balloon                                             | Namco                                    | Fixe                              | Arcade — MSX |
| 1980  | Megattack                                                    | GamePlan                                 | Fixe                              | Arcade |
| 1980  | Missile Command                                              | Atari                                    | Fixe                              | Arcade — cf. article |
| 1980  | Moon Alien                                                   | Nichibutsu                               | Fixe                              | Arcade |
| 1980  | Moon Alien Part 2                                            | Nichibutsu                               | Fixe                              | Arcade |
| 1980  | Moon Cresta                                                  | Nichibutsu                               | Fixe                              | Arcade — cf. article |
| 1980  | Phoenix                                                      | Taito                                    | Fixe                              | Arcade — cf. article |
| 1980  | Radar Scope                                                  | Nintendo                                 | Fixe                              | Arcade |
| 1980  | Red Baron                                                    | Atari                                    | Autres                            | Arcade |
| 1980  | Rip Off                                                      | Cinematronics                            | Multidirectionnel                 | Arcade — Vectrex |
| 1980  | Space Firebird                                               | Nintendo                                 | ?                                 | Arcade |
| 1980  | Space Invaders II                                            | Midway Games                             | Fixe                              | Arcade |
| 1980  | Star Castle                                                  | Cinematronics                            | Fixe                              | Arcade — Vectrex |
| 1980  | Super Earth Invasion                                         | Competitive Video                        | Fixe                              | Arcade |
| 1980  | Tank Battalion                                               | Namco                                    | Multidirectionnel                 | Arcade — Arcadia 2001, MSX, Sord M5                                                                                      |
| 1980  | UniWar S                                                     | Irem                                     | Fixe                              | Arcade |
| 1980  | Zero Hour                                                    | Universal                                | Fixe                              | Arcade |
| 1981  | E                                                            | E                                        | E                                 | E |
| 1981  | Altair                                                       | Cidelsa                                  | Fixe                              | Arcade |
| 1981  | Asteroids Deluxe                                             | Atari                                    | Multidirectionnel                 | Arcade — BBC Micro, Atari ST                                                                                             |
| 1981  | Astro Blaster                                                | Sega                                     | Fixe                              | Arcade |
| 1981  | Astro Fantasia                                               | Data East                                | Fixe                              | Arcade |
| 1981  | Borderline                                                   | Sega                                     | Vertical, multidirectionnel       | Arcade — SG-1000 |
| 1981  | Bosconian                                                    | Namco                                    | Multidirectionnel                 | Arcade — cf. article |
| 1981  | Centipede                                                    | Atari                                    | Fixe                              | Arcade — cf. article |
| 1981  | Challenger                                                   | GamePlan                                 | Fixe                              | Arcade |
| 1981  | Colony 7                                                     | Taito                                    | Fixe                              | Arcade |
| 1981  | Cosmic Avenger                                               | Universal                                | Horizontal                        | Arcade |
| 1981  | Cosmos                                                       | Century Electronics                      | Fixe                              | Arcade |
| 1981  | Dark Warrior                                                 | Century Electronics                      | Fixe                              | Arcade |
| 1981  | Demoneye-X                                                   | Irem                                     | Fixe                              | Arcade |
| 1981  | Eliminator                                                   | Gremlin                                  | Multidirectionnel                 | Arcade |
| 1981  | Enigma II                                                    | GamePlan                                 | Fixe                              | Arcade |
| 1981  | Funky Fish                                                   | Sun Electronics                          | Fixe                              | Arcade — Arcadia 2001, Atari 2600                                                                                        |
| 1981  | Galaga                                                       | Namco                                    | Fixe                              | Arcade — cf. article |
| 1981  | Gorf                                                         | Midway Games                             | Fixe                              | Arcade — cf. article |
| 1981  | Lunar Leepers                                                | Sierra On-Line                           | Horizontal                        | Commodore VIC-20 — cf. article                                                                                           |
| 1981  | Mariner                                                      | Amenip                                   | Horizontal                        | Arcade |
| 1981  | Pleiads                                                      | Tehkan                                   | Fixe                              | Arcade — cf. article |
| 1981  | Protector                                                    | Synapse Software                         | Horizontal                        | Atari 8-bit — Commodore VIC-20                                                                                           |
| 1981  | Red Alert                                                    | Irem                                     | Fixe                              | Arcade |
| 1981  | Satan of Saturn                                              | SNK                                      | Fixe                              | Arcade |
| 1981  | Scramble                                                     | Konami                                   | Horizontal                        | Arcade — cf. article |
| 1981  | Space Fury                                                   | Sega                                     | Multidirectionnel                 | Arcade — Colecovision |
| 1981  | Solar Quest                                                  | Cinematronics                            | Fixe                              | Arcade — Vectrex |
| 1981  | Super Cobra                                                  | Konami                                   | Horizontal                        | Arcade — cf. article |
| 1981  | Super Astro Fighter                                          | Data East                                | Fixe                              | Arcade |
| 1981  | Stargate                                                     | Williams Electronics                     | Horizontal                        | Arcade — cf. article |
| 1981  | Tempest                                                      | Atari                                    | Tube                              | Arcade — cf. article |
| 1981  | Vanguard                                                     | SNK                                      | Horizontal et vertical            | Arcade — Atari 2600, 5200 et 8-bit                                                                                       |
| 1981  | Yars' Revenge                                                | Atari                                    | Fixe                              | Atari 2600 — Game Boy Color                                                                                              |
| 1982  | F                                                            | F                                        | F                                 | F |
| 1982  | Arcadia                                                      | Imagine Software                         | Fixe                              | Commodore VIC-20, ZX Spectrum                                                                                            |
| 1982  | Battle Cross                                                 | Omori Electronics                        | Multidirectionnel                 | Arcade — MSX |
| 1982  | Bermuda Triangle                                             | Data Age                                 | Horizontal                        | Atari 2600 |
| 1982  | Buck Rogers: Planet of Zoom                                  | Sega                                     | Rail shooter                      | Arcade — cf. article |
| 1982  | Catacomb                                                     | MTM Games                                | Vertical                          | Arcade |
| 1982  | Choplifter                                                   | Brøderbund                               | Horizontal, libre                 | Apple II — cf. article                                                                                                   |
| 1982  | Chopper Command                                              | Activision                               | Horizontal                        | Atari 2600 |
| 1982  | D-Day                                                        | Olympia                                  | Fixe                              | Arcade |
| 1982  | Dark Planet                                                  | Stern Electronics                        | Multidirectionnel                 | Arcade |
| 1982  | Fort Apocalypse                                              | Synapse Software                         | Horizontal                        | Atari 8-bit, Commodore 64                                                                                                |
| 1982  | Funky Bee                                                    | Orca                                     | Vertical                          | Arcade |
| 1982  | Gravitar                                                     | Atari                                    | Multidirectionnel                 | Arcade — Atari 2600, Vectrex                                                                                             |
| 1982  | Kozmik Krooz'r                                               | Bally Midway                             | Multidirectionnel                 | Arcade |
| 1982  | Looping                                                      | Video Games GMBH                         | Multidirectionnel                 | Arcade — Colecovision |
| 1982  | Millipede                                                    | Atari                                    | Fixe                              | Arcade — cf. article |
| 1982  | MineStorm                                                    | GCE                                      | Multidirectionnel                 | Vectrex |
| 1982  | Mission-X                                                    | Data East                                | Vertical                          | Arcade — Intellivision                                                                                                   |
| 1982  | Moon Patrol                                                  | Irem                                     | Horizontal                        | Arcade — cf. article |
| 1982  | Parsec                                                       | Texas Instruments                        | Horizontal                        | TI-99/4A |
| 1982  | Paratrooper                                                  | Greg Kuperberg                           | Fixe                              | PC Booter |
| 1982  | Pooyan                                                       | Konami                                   | Fixe                              | Arcade — cf. article |
| 1982  | River Raid                                                   | Activision                               | Vertical                          | Atari 2600 — cf. article                                                                                                 |
| 1982  | Satan's Hollow                                               | Arcade Engineering                       | Fixe                              | Arcade — Commodore 64 |
| 1982  | Space Duel                                                   | Atari                                    | Multidirectionnel                 | Arcade |
| 1982  | Star Maze                                                    | Sir-Tech                                 | Multidirectionnel                 | Apple II |
| 1982  | Super Zaxxon                                                 | Sega                                     | 3D isométrique                    | Arcade — cf. article |
| 1982  | Time Pilot                                                   | Konami                                   | Multidirectionnel                 | Arcade — cf. article |
| 1982  | Xevious                                                      | Namco                                    | Vertical                          | Arcade — cf. article |
| 1982  | Wacko                                                        | Bally Midway                             | Multidirectionnel                 | Arcade |
| 1982  | Zaxxon                                                       | Sega                                     | 3D isométrique                    | Arcade — cf. article |
| 1982  | Zektor                                                       | Sega                                     | Multidirectionnel                 | Arcade |
| 1982  | Zoar                                                         | Tago Electronics                         | Vertical                          | Arcade |
| 1983  | G                                                            | G                                        | G                                 | G |
| 1983  | A.D. 2083                                                    | Midcoin                                  | Multidirectionnel                 | Arcade |
| 1983  | Ambush                                                       | Nippon Amuze                             | Rail shooter                      | Arcade |
| 1983  | Annihilator                                                  | Rabbit Software                          | Horizontal                        | Commodore 64 |
| 1983  | Attack of the Mutant Camels                                  | Llamasoft                                | Horizontal                        | Commodore 64 |
| 1983  | Battle Cruiser M-12                                          | Sigma Enterprises                        | Fixe                              | Arcade |
| 1983  | Bio-Attack                                                   | Taito                                    | Vertical                          | Arcade |
| 1983  | Cloud 9                                                      | Atari                                    | Fixe                              | Arcade |
| 1983  | Black Hole, The                                              | Quest Microsoftware                      | Multidirectionnel                 | ZX Spectrum |
| 1983  | Mushroom Mania                                               | Arcadia Software                         | Fixe                              | Oric, ZX Spectrum et PC sous DOS                                                                                         |
| 1983  | Blaster                                                      | Williams Electronics                     | Rail shooter                      | Arcade |
| 1983  | Commando                                                     | Sega                                     | Fixe                              | Arcade |
| 1983  | Cosmic Chasm                                                 | Cinematronics                            | Multidirectionnel                 | Arcade |
| 1983  | Death Star                                                   | Rabbit Software                          | Rail shooter                      | Commodore 64, ZX Spectrum                                                                                                |
| 1983  | Espial                                                       | Orca                                     | Vertical                          | Arcade — Atari 2600, Atari 8-bit, Commodore 64                                                                           |
| 1983  | Exerion                                                      | Jaleco                                   | Vertical                          | Arcade — MSX, NES, SG-1000                                                                                               |
| 1983  | Falcon Patrol                                                | Virgin Games                             | Horizontal                        | Commodore 64 |
| 1983  | Gridlee                                                      | Videa                                    | Fixe                              | Arcade |
| 1983  | Gyruss                                                       | Konami                                   | Tube                              | Arcade — cf. article |
| 1983  | I, Robot                                                     | Atari                                    | Autres                            | Arcade |
| 1983  | Imago                                                        | Acom                                     | Fixe                              | Arcade |
| 1983  | Juno First                                                   | Konami                                   | Vertical, libre                   | Arcade — Commodore 64, MSX                                                                                               |
| 1983  | Mad Planets                                                  | Gottlieb                                 | Multidirectionnel                 | Arcade — Commodore 64 |
| 1983  | Major Havoc                                                  | Atari                                    | Autres                            | Arcade |
| 1983  | Paratroopers                                                 | Rabbit Software                          | Fixe                              | Commodore 64, ZX Spectrum                                                                                                |
| 1983  | Sinistar                                                     | Williams Electronics                     | Multidirectionnel                 | Arcade |
| 1983  | Star Wars                                                    | Atari                                    | Rail shooter                      | Arcade — cf. article |
| 1983  | Stinger                                                      | Seibu Denshi                             | Autres                            | Arcade |
| 1983  | Thunder Force                                                | Tecno Soft                               | Multidirectionnel                 | Sharp X1 — cf. article                                                                                                   |
| 1983  | Vastar                                                       | Sesame Japan                             | Horizontal                        | Arcade |
| 1983  | Xenon 1                                                      | IJK Software                             | Multidirectionnel                 | Oric 1 |
| 1984  | H                                                            | H                                        | H                                 | H |
| 1984  | 1942                                                         | Capcom                                   | Vertical                          | Arcade — cf. article |
| 1984  | Acrobatic Dog-Fight                                          | Technos Japan                            | Multidirectionnel                 | Arcade |
| 1984  | Ad Astra                                                     | Gargoyle Games                           | Rail shooter                      | ZX Spectrum |
| 1984  | Battle Wings                                                 | Data East                                | Vertical                          | Arcade — NES |
| 1984  | Codename MAT                                                 |                                          | Shoot 'em up                      | |
| 1984  | D-Day                                                        | Jaleco                                   | Vertical                          | Arcade |
| 1984  | Dropzone                                                     | Arena Graphics                           | Horizontal                        | Atari 8-bit, Commodore 64 — cf. article                                                                                  |
| 1984  | Eagle Empire                                                 | Alligata Software                        | Fixe                              | Commodore 64 |
| 1984  | Equites                                                      | ADK                                      | Vertical                          | Arcade |
| 1984  | Falcon Patrol II                                             | Virgin Games                             | Horizontal                        | Commodore 64 — ZX Spectrum                                                                                               |
| 1984  | Field Combat                                                 | Jaleco                                   | ?                                 | Arcade |
| 1984  | Fire Battle                                                  | Taito                                    | Vertical                          | Arcade |
| 1984  | Future Spy                                                   | Sega                                     | 3D isométrique                    | Arcade |
| 1984  | Gaplus                                                       | Namco                                    | Fixe                              | Arcade — PC-98, Commodore 64                                                                                             |
| 1984  | Guardian                                                     | Alligata Software                        | Horizontal                        | Commodore 64 |
| 1984  | Gyrodine                                                     | Taito                                    | Vertical                          | Arcade — MSX, NES |
| 1984  | Hole Land                                                    | Tecfri                                   | Fixe                              | Arcade |
| 1984  | Liberation                                                   | Data East                                | Vertical                          | Arcade |
| 1984  | Mushroom Mania                                               | Arcadia Software                         | Fixe                              | DOS, Oric, ZX Spectrum                                                                                                   |
| 1984  | Orguss                                                       | Sega                                     | Horizontal                        | SG-1000 |
| 1984  | Raid on Bungeling Bay                                        | Will Wright                              | Multidirectionnel                 | Commodore 64 — Arcade, MSX, NES                                                                                          |
| 1984  | Raid over Moscow                                             | Access Software                          | Divers                            | Commodore 64 — cf. article                                                                                               |
| 1984  | Scion                                                        | Seibu Denshi                             | Vertical                          | Arcade — MSX |
| 1984  | Sheep in Space                                               | Llamasoft                                | Horizontal                        | Commodore 64 |
| 1984  | Star Force                                                   | Tehkan                                   | Vertical                          | Arcade — MSX, NES, SG-1000, X68000                                                                                       |
| 1984  | Super Xevious                                                | Namco                                    | Vertical                          | Arcade — NES |
| 1984  | Time Pilot '84                                               | Konami                                   | Multidirectionnel                 | Arcade |
| 1984  | Tube Panic                                                   | Nichibutsu                               | Rail shooter                      | Arcade |
| 1984  | Vanguard II                                                  | SNK                                      | Horizontal et vertical            | Arcade |
| 1984  | Vulgus                                                       | Capcom                                   | Vertical                          | Arcade |
| 1985  | I                                                            | I                                        | I                                 | I |
| 1985  | '99: The Last War                                            | Proma                                    | Vertical                          | Arcade |
| 1985  | 4-D Warriors                                                 | Coreland, Sega                           | Horizontal                        | Arcade |
| 1985  | Alpha Mission                                                | SNK                                      | Vertical                          | Arcade — NES |
| 1985  | Baraduke                                                     | Namco                                    | Horizontal                        | Arcade — X68000 |
| 1985  | Battle Bird                                                  | Irem                                     | Rail shooter                      | Arcade |
| 1985  | Cerberus                                                     | Cinematronics                            | Multidirectionnel                 | Arcade |
| 1985  | Exed Exes                                                    | Capcom                                   | Vertical                          | Arcade — NES |
| 1985  | Finalizer: Super Transformation                              | Konami                                   | Vertical                          | Arcade |
| 1985  | Galg                                                         | dB-SOFT                                  | ?                                 | NES |
| 1985  | Gradius                                                      | Konami                                   | Horizontal                        | Arcade — cf. article |
| 1985  | HAL 21                                                       | SNK                                      | Vertical                          | Arcade |
| 1985  | Highway Chase                                                | Data East                                | Fixe                              | Arcade |
| 1985  | Horizon                                                      | Irem                                     | Horizontal                        | Arcade |
| 1985  | MagMax                                                       | Nichibutsu                               | Horizontal                        | Arcade — cf. article |
| 1985  | Repulse                                                      | Sega                                     | Fixe                              | Arcade |
| 1985  | Return of the Invaders                                       | Taito                                    | Fixe                              | Arcade |
| 1985  | Savage Bees                                                  | Capcom                                   | Vertical                          | Arcade |
| 1985  | Section Z                                                    | Capcom                                   | Horizontal                        | Arcade — NES, Famicom Disk System                                                                                        |
| 1985  | Sky Destroyer                                                | Taito                                    | Rail shooter                      | Arcade — NES |
| 1985  | Sky Kid                                                      | Namco                                    | Horizontal                        | Arcade — NES |
| 1985  | Space Harrier                                                | Sega                                     | Rail shooter                      | Arcade — cf. article |
| 1985  | Terra Cresta                                                 | Nichibutsu                               | Vertical                          | Arcade — cf. article |
| 1985  | Tiger-Heli                                                   | Toaplan                                  | Vertical                          | Arcade — cf. article |
| 1985  | TwinBee                                                      | Konami                                   | Vertical                          | Arcade — cf. article |
| 1986  | J                                                            | J                                        | J                                 | J |
| 1986  | Argus                                                        | NMK                                      | Vertical                          | Arcade — NES |
| 1986  | Baltron                                                      | Shouei System                            | Horizontal                        | NES |
| 1986  | Battle Lane Vol. 5                                           | Technos Japan                            | Vertical                          | Arcade |
| 1986  | Brain                                                        | Coreland, Sega                           | Horizontal                        | Arcade |
| 1986  | Dangar: UFO Robo                                             | Nichibutsu                               | Vertical                          | Arcade |
| 1986  | Danger Zone                                                  | Cinematronics                            | Fixe                              | Arcade |
| 1986  | Darius                                                       | Taito                                    | Horizontal                        | Arcade — cf. article |
| 1986  | Darwin 4078                                                  | Data East                                | Vertical                          | Arcade — MSX2 |
| 1986  | Fantasy Zone                                                 | Sega                                     | Horizontal                        | Arcade — cf. article |
| 1986  | Flower                                                       | Sega, ADK                                | Vertical                          | Arcade |
| 1986  | Gardia                                                       | Coreland, Sega                           | Vertical                          | Arcade |
| 1986  | Halley's Comet                                               | Taito                                    | Vertical                          | Arcade — Famicom DS, Game Gear                                                                                           |
| 1986  | Gall Force: Eternal Story                                    | Hal Laboratory                           | Vertical                          | NES |
| 1986  | KiKi KaiKai                                                  | Taito Corporation                        | Multidirectionnel                 | Arcade, MSX, PC Engine, téléphone Mobile, Windows                                                                        |
| 1986  | Last Mission                                                 | Konami                                   | Multidirectionnel                 | Arcade — Commodore 64, ZX Spectrum                                                                                       |
| 1986  | Legendary Wings                                              | Capcom                                   | Vertical                          | Arcade — NES |
| 1986  | Lightforce                                                   | Faster Than Light                        | Vertical                          | Amstrad CPC, ZX Spectrum — C64                                                                                           |
| 1986  | Mission 660                                                  | ED                                       | Fixe                              | Arcade |
| 1986  | Rafflesia                                                    | Coreland, Sega                           | Horizontal                        | Arcade |
| 1986  | Salamander                                                   | Konami                                   | Horizontal                        | Arcade — cf. article |
| 1986  | Sanxion                                                      | Thalamus                                 | Horizontal                        | Commodore 64 — ZX Spectrum                                                                                               |
| 1986  | Side Arms: Hyper Dyne                                        | Capcom                                   | Horizontal                        | Arcade — cf. article |
| 1986  | Sky Kid Deluxe                                               | Namco                                    | Horizontal                        | Arcade |
| 1986  | Slap Fight                                                   | Toaplan                                  | Vertical                          | Arcade — cf. article |
| 1986  | Soldier Girl Amazon                                          | Nichibutsu                               | Vertical                          | Arcade |
| 1986  | Stinger                                                      | Konami                                   | Horizontal                        | Famicom Disk System, Nintendo Entertainment System                                                                       |
| 1986  | Tokio                                                        | Taito                                    | Vertical                          | Arcade — MSX2 |
| 1986  | Thrust                                                       | Superior Software                        | Multidirectionnel                 | BBC Micro — cf. article                                                                                                  |
| 1986  | Transbot                                                     | Sega                                     | Horizontal                        | Master System, Arcade |
| 1986  | Uridium                                                      | Graftgold                                | Horizontal, libre                 | Commodore 64 — cf. article                                                                                               |
| 1986  | Xain'd Sleena                                                | Technos Japan                            | Horizontal                        | Arcade — cf. article |
| 1986  | XX Mission                                                   | Graftgold                                | Vertical                          | Arcade |
| 1986  | Valtric                                                      | NMK                                      | Multidirectionnel                 | Arcade |
| 1986  | Zanac                                                        | Compile                                  | Vertical                          | MSX, MSX2, NES — cf. article                                                                                             |
| 1987  | K                                                            | K                                        | K                                 | K |
| 1987  | 1943: The Battle of Midway                                   | Capcom                                   | Vertical                          | Arcade — cf. article |
| 1987  | After Burner                                                 | Sega                                     | Rail shooter                      | Arcade — cf. article |
| 1987  | After Burner II                                              | Sega                                     | Rail shooter                      | Arcade — cf. article |
| 1987  | A-Jax                                                        | Konami                                   | Vertical                          | Arcade — cf. article |
| 1987  | Air Fortress                                                 | HAL Laboratory                           | Horizontal                        | NES |
| 1987  | Air Raid                                                     | Seibu Kaihatsu                           | Vertical                          | Arcade |
| 1987  | Airwolf                                                      | Kyugo                                    | Horizontal                        | Arcade |
| 1987  | Ark Area                                                     | UPL                                      | Multidirectionnel                 | Arcade |
| 1987  | Bermuda Triangle                                             | SNK                                      | Vertical                          | Arcade |
| 1987  | Blasteroids                                                  | Atari Games                              | Multidirectionnel                 | Arcade — cf. article |
| 1987  | Choutoki Meikyuu Legion                                      | Nichibutsu                               | Vertical                          | Arcade |
| 1987  | Deep, The                                                    | Woodplace                                | Horizontal                        | Arcade — cf. article |
| 1987  | Dr. Toppel's Adventure                                       | Taito                                    | Vertical                          | Arcade |
| 1987  | Dragon Spirit                                                | Namco                                    | Vertical                          | Arcade — cf. article |
| 1987  | Exzisus                                                      | Taito                                    | Horizontal                        | Arcade |
| 1987  | Falsion                                                      | Konami                                   | Shoot 3D                          | Famicom Disk System |
| 1987  | Fantasy Zone II: The Tears of Opa Opa                        | Sega                                     | Horizontal                        | Master System — MSX2, NES                                                                                                |
| 1987  | Gemini Wing                                                  | Tecmo                                    | Vertical                          | Arcade — cf. article |
| 1987  | Goldrunner                                                   | Microdeal                                | Vertical                          | Amiga, Atari ST |
| 1987  | Flying Shark                                                 | Toaplan                                  | Vertical                          | Arcade — cf. article |
| 1987  | Galaga '88                                                   | Namco                                    | Fixe                              | Arcade — PC Engine, X68000                                                                                               |
| 1987  | Gradius 2                                                    | Konami                                   | Horizontal                        | MSX |
| 1987  | Otocky                                                       | Sedic                                    | Horizontal                        | Famicom Disk System |
| 1987  | Mr. Heli                                                     | Irem                                     | Horizontal, libre                 | Arcade — cf. article |
| 1987  | MX 5000                                                      | Konami                                   | Vertical                          | Arcade |
| 1987  | R-Type                                                       | Irem                                     | Horizontal                        | Arcade — cf. article |
| 1987  | Rabio Lepus                                                  | V-System                                 | Horizontal                        | Arcade — PC Engine |
| 1987  | SDI: Strategic Defense Initiative                            | Sega                                     | Horizontal                        | Arcade — cf. article |
| 1987  | Shoot'Em-Up Construction Kit                                 | Sensible Software                        | Éditeur de niveaux                | Commodore 64 — Amiga, Atari ST                                                                                           |
| 1987  | Sky Fox                                                      | Jaleco                                   | Fixe                              | Arcade |
| 1987  | Sonic Boom                                                   | Sega                                     | Vertical                          | Arcade — cf. article |
| 1987  | SRD: Super Real Darwin                                       | Data East                                | Vertical                          | Arcade |
| 1987  | Terra Force                                                  | Nichibutsu                               | Horizontal et vertical            | Arcade |
| 1987  | Thunder Blade                                                | Sega                                     | Vertical                          | Arcade — cf. article |
| 1987  | Thundercade                                                  | Seta                                     | Vertical                          | Arcade — NES |
| 1987  | Twin Cobra                                                   | Toaplan                                  | Vertical                          | Arcade — cf. article |
| 1987  | Wings of Fury                                                | Brøderbund                               | Horizontal, libre                 | Apple II — cf. article                                                                                                   |
| 1987  | Zaxxon 3-D                                                   | Sega                                     | 3D isométrique                    | Master System |
| 1987  | Zynaps                                                       | Hewson Consultants                       | Horizontal                        | Amstrad CPC, C64, ZX Spectrum — cf. article                                                                              |
| 1988  | L                                                            | L                                        | L                                 | L |
| 1988  | 1943 Kai: Midway Kaisen                                      | Capcom                                   | Vertical                          | Arcade — PC Engine |
| 1988  | Aleste                                                       | Compile                                  | Vertical                          | MSX2 — Master System, Game Gear                                                                                          |
| 1988  | Alpha-Jet                                                    | Coktel Vision                            | Vertical                          | Amstrad CPC |
| 1988  | Airwolf                                                      | Kyugo Boueki                             | Horizontal                        | NES |
| 1988  | Alpha-1                                                      | Kyle Hodgetts                            | Horizontal                        | Amiga |
| 1988  | Armalyte                                                     | Cyberdyne Systems                        | Horizontal                        | Commodore 64 — Amiga, Atari ST                                                                                           |
| 1988  | Armed Formation                                              | Nichibutsu                               | Vertical                          | Arcade — PC Engine |
| 1988  | Asuka and Asuka                                              | Taito                                    | Vertical                          | Arcade |
| 1988  | Atomic Robo-Kid                                              | UPL                                      | Horizontal                        | Arcade — cf. article |
| 1988  | Better Dead Than Alien!                                      | ODE                                      | Fixe                              | Arcade, Atari ST, Commodore 64                                                                                           |
| 1988  | Baraduke II                                                  | Namco                                    | Horizontal                        | Arcade |
| 1988  | Bomber Raid                                                  | Sanritsu Denki                           | Vertical                          | Master System |
| 1988  | Chopper I                                                    | SNK                                      | Vertical                          | Arcade — Mega Drive |
| 1988  | Cloud Master                                                 | Taito                                    | Horizontal                        | Arcade — MSX2, Master System, NES                                                                                        |
| 1988  | Cobra Command                                                | Data East                                | Horizontal                        | Arcade — NES |
| 1988  | Cortex                                                       | Kyle Hodgetts                            | Horizontal                        | Amiga |
| 1988  | Cybernoid                                                    | Hewson Consultants                       | Horizontal                        | Commodore 64, ZX Spectrum — cf. article                                                                                  |
| 1988  | Cybernoid II: The Revenge                                    | Hewson                                   | Horizontal                        | Commodore 64, ZX Spectrum — cf. article                                                                                  |
| 1988  | Enforce                                                      | Taito                                    | Rail shooter                      | Arcade |
| 1988  | Excalibur                                                    | Kingsoft                                 | Horizontal                        | Amiga |
| 1988  | Fighting Hawk                                                | Taito                                    | Vertical                          | Arcade |
| 1988  | Forgotten Worlds                                             | Capcom                                   | Horizontal                        | Arcade — cf. article |
| 1988  | Galaxy Force                                                 | Sega                                     | Rail shooter                      | Arcade — Master System                                                                                                   |
| 1988  | Galaxy Force II                                              | Sega                                     | Rail shooter                      | Arcade — cf. article |
| 1988  | Gofer no Yabou Episode II                                    | Konami                                   | Horizontal                        | MSX |
| 1988  | Goldrunner II                                                | Microdeal                                | Vertical                          | Atari ST — Amiga |
| 1988  | Gradius II: Gofer no Yabou                                   | Konami                                   | Horizontal                        | Arcade — NES, PC Engine, X68000                                                                                          |
| 1988  | Heavy Unit                                                   | Kaneko                                   | Horizontal                        | Arcade — PC Engine, Mega Drive                                                                                           |
| 1988  | Hellfire Attack                                              | Akaido Arcade Systems                    | Rail shooter                      | Amiga, Atari ST, C64, ZX Spectrum                                                                                        |
| 1988  | Hybris                                                       | Cope-Com                                 | Vertical                          | Amiga |
| 1988  | Image Fight                                                  | Irem                                     | Vertical                          | Arcade — cf. article |
| 1988  | IO                                                           | Kinetic Designs                          | Horizontal                        | Commodore 64 |
| 1988  | Katakis                                                      | Factor 5, Rainbow Arts                   | Horizontal                        | Amiga, Commodore 64 |
| 1988  | Menace                                                       | DMA Design                               | Horizontal                        | Amiga — Atari ST, Commodore 64, DOS                                                                                      |
| 1988  | Metal Hawk                                                   | Namco                                    | Multidirectionnel                 | Arcade |
| 1988  | Ordyne                                                       | Namco                                    | Horizontal                        | Arcade — PC Engine |
| 1988  | P-47: The Phantom Fighter                                    | Jaleco                                   | Horizontal                        | Arcade — cf. article |
| 1988  | Parodius                                                     | Konami                                   | Horizontal                        | MSX |
| 1988  | Phantom Fighter                                              | Emerald Software                         | Horizontal et vertical            | Amiga — DOS |
| 1988  | Phelios                                                      | Namco                                    | Vertical                          | Arcade — Mega Drive |
| 1988  | Quartz                                                       | Firebird Software                        | Horizontal                        | Amiga, Atari ST |
| 1988  | Return to Genesis                                            | Firebird Software                        | Horizontal                        | Amiga, Atari ST |
| 1988  | Sarcophaser                                                  | Hack and Slay                            | Horizontal                        | Amiga |
| 1988  | Scorpio                                                      | Kingsoft                                 | Vertical                          | Amiga, Commodore 64 |
| 1988  | Scramble Spirits                                             | Sega                                     | Vertical                          | Arcade — cf. article |
| 1988  | SilkWorm                                                     | Tecmo                                    | Horizontal                        | Arcade — cf. article |
| 1988  | Silpheed                                                     | Game Arts                                | Vertical                          | PC-88 — cf. article |
| 1988  | Sky Soldiers                                                 | SNK                                      | Vertical                          | Arcade |
| 1988  | Space Harrier II                                             | Sega                                     | Rail shooter                      | Mega Drive — cf. article                                                                                                 |
| 1988  | StarRay                                                      | Hidden Treasures                         | Rail shooter                      | Amiga, Atari ST, Commodore 64 — DOS                                                                                      |
| 1988  | Thunder Cross                                                | Konami                                   | Horizontal                        | Arcade |
| 1988  | Thunder Force II                                             | Tecno Soft                               | Multidirectionnel et Horizontal   | X68000 — Mega Drive |
| 1988  | Truxton                                                      | Toaplan                                  | Vertical                          | Arcade — Mega Drive, PC Engine                                                                                           |
| 1988  | Viper                                                        | Leland Corporation                       | Fixe                              | Arcade |
| 1988  | Vyper                                                        | TopDown Development                      | Fixe                              | Amiga |
| 1988  | Xenon                                                        | Bitmap Brothers                          | Vertical                          | Amiga, Atari ST — cf. article                                                                                            |
| 1988  | Xevious: Fardraut Saga                                       | Compile                                  | Vertical                          | MSX2 |
| 1988  | XR-35 Fighter Mission                                        | Anco                                     | Horizontal                        | Amiga |
| 1989  | M                                                            | M                                        | M                                 | M |
| 1989  | Abadox                                                       | Natsume                                  | Horizontal                        | NES |
| 1989  | Aleste 2                                                     | Compile                                  | Vertical                          | MSX2 — Game Gear, Master System                                                                                          |
| 1989  | Battle Ace                                                   | Hudson Soft                              | Rail shooter                      | PC Engine |
| 1989  | Battle Squadron                                              | Cope-Com                                 | Vertical                          | Amiga — Mega Drive |
| 1989  | Blast Off                                                    | Namco                                    | Vertical                          | Arcade |
| 1989  | Blood Money                                                  | DMA Design                               | Horizontal                        | Amiga, Atari ST — cf. article                                                                                            |
| 1989  | Burning Force                                                | Namco                                    | Rail shooter                      | Arcade — Mega Drive |
| 1989  | Cosmic Pirate                                                | Zippo Games                              | Multidirectionnel                 | Amiga, Atari ST — cf. article                                                                                            |
| 1989  | Curse                                                        | Micronet co., Ltd.                       | Horizontal                        | Mega Drive |
| 1989  | Darius II                                                    | Taito                                    | Horizontal                        | Arcade — cf. article |
| 1989  | Dangerous Seed                                               | Namco                                    | Vertical                          | Arcade — Mega Drive |
| 1989  | Datastorm                                                    | Visionary Design                         | Horizontal                        | Amiga |
| 1989  | Dragon Breed                                                 | Irem                                     | Horizontal                        | Arcade — cf. article |
| 1989  | Deep Blue                                                    | Pack-In-Video                            | Horizontal                        | PC Engine |
| 1989  | Gradius III                                                  | Konami                                   | Horizontal                        | Arcade — Super Nintendo, X68000                                                                                          |
| 1989  | Gunhed                                                       | Compile                                  | Vertical                          | PC Engine |
| 1989  | H.A.T.E.                                                     | Vortex Software                          | 3D isométrique                    | ZX Spectrum — cf. article                                                                                                |
| 1989  | Halley Wars                                                  | Taito                                    | Vertical                          | Famicom Disk System — Game Gear                                                                                          |
| 1989  | Hellfire                                                     | Toaplan                                  | Horizontal                        | Arcade — Mega Drive, PC Engine                                                                                           |
| 1989  | Hellraider                                                   | Frames                                   | Multidirectionnel                 | Amiga, Atari ST, DOS |
| 1989  | Huey                                                         | Kyle Hodgetts                            | Horizontal                        | Amiga |
| 1989  | Ilyad                                                        | Ubisoft                                  | Horizontal                        | Amiga |
| 1989  | Insector X                                                   | Taito                                    | Horizontal                        | Arcade — Mega Drive, NES                                                                                                 |
| 1989  | Insects in Space                                             | Sensible Software                        | Horizontal                        | Commodore 64 — Amiga, Atari ST                                                                                           |
| 1989  | Kyūkouka Bakugekitai                                         | Konami                                   | Vertical                          | Arcade |
| 1989  | Master of Weapon                                             | Taito                                    | Vertical                          | Arcade — Mega Drive |
| 1989  | Next Space, The                                              | SNK                                      | Vertical                          | Arcade |
| 1989  | Outlands                                                     | Pandora                                  | Horizontal                        | Amiga, Atari ST |
| 1989  | Phobia                                                       | Image Works                              | Horizontal                        | Amiga, Atari ST, Commodore 64                                                                                            |
| 1989  | Prehistoric Isle in 1930                                     | SNK                                      | Horizontal                        | Arcade |
| 1989  | Quasar                                                       | White Panther                            | Horizontal                        | Amiga |
| 1989  | R-Type II                                                    | Irem                                     | Horizontal                        | Arcade — Amiga, Atari ST, Game Boy                                                                                       |
| 1989  | Saint Dragon                                                 | Jaleco                                   | Horizontal                        | Arcade — cf. article |
| 1989  | SideWinder II                                                | Pal Developments                         | Vertical                          | Atari ST — Amiga |
| 1989  | Task Force Harrier                                           | UPL                                      | Vertical                          | Arcade — Mega Drive |
| 1989  | Twin Hawk                                                    | Taito                                    | Vertical                          | Arcade — Mega Drive, PC Engine                                                                                           |
| 1989  | U.N. Squadron                                                | Capcom                                   | Horizontal                        | Arcade — cf. article |
| 1989  | Vapor Trail                                                  | Data East                                | Vertical                          | Arcade — Mega Drive |
| 1989  | X-Multiply                                                   | Irem                                     | Horizontal                        | Arcade |
| 1989  | Xenon 2: Megablast                                           | Bitmap Brothers                          | Vertical                          | Amiga, Atari ST — cf. article                                                                                            |
| 1989  | Zero Wing                                                    | Toaplan                                  | Horizontal                        | Arcade — Mega Drive, PC Engine                                                                                           |
| 1990  | N                                                            | N                                        | N                                 | N |
| 1990  | 1941: Counter Attack                                         | Capcom                                   | Vertical                          | Arcade — PC Engine, SuperGrafX                                                                                           |
| 1990  | Aerial Assault                                               | Sanritsu Denki                           | Horizontal                        | Master System — Game Gear                                                                                                |
| 1990  | Air Buster                                                   | Kaneko                                   | Horizontal                        | Arcade — PC Engine, Mega Drive                                                                                           |
| 1990  | Air Diver                                                    | Copya System                             | Rail shooter                      | Mega Drive |
| 1990  | Air Duel                                                     | Irem                                     | Vertical                          | Arcade |
| 1990  | Anarchy                                                      | WJS Design                               | Horizontal                        | Amiga, Atari ST |
| 1990  | Aqua Jack                                                    | Taito                                    | Rail shooter                      | Arcade |
| 1990  | Arrow Flash                                                  | Sega                                     | Horizontal                        | Mega Drive |
| 1990  | Ashura Blaster                                               | Taito                                    | Vertical                          | Arcade |
| 1990  | Avenger                                                      | Telenet Japan                            | Vertical                          | PC Engine |
| 1990  | Awesome                                                      | Reflections                              | Divers                            | Amiga, Atari ST — FM Towns                                                                                               |
| 1990  | Barunba                                                      | Zap                                      | Horizontal                        | PC Engine |
| 1990  | Bio-Ship Paladin                                             | UPL                                      | Vertical                          | Arcade — Mega Drive |
| 1990  | Bomber Bob                                                   | Idea                                     | Vertical                          | Amiga |
| 1990  | Burai Fighter                                                | KID                                      | ?                                 | NES — Game Boy |
| 1990  | Burning Angels                                               | Naxat Soft                               | Vertical                          | PC Engine |
| 1990  | Carrier Air Wing                                             | Capcom                                   | Horizontal                        | Arcade |
| 1990  | Cyber Core                                                   | Alpha System                             | Vertical                          | PC Engine |
| 1990  | Darius Alpha                                                 | Taito                                    | Horizontal                        | PC Engine |
| 1990  | Dead Moon                                                    | Natsume                                  | Horizontal                        | PC Engine |
| 1990  | Dragon Saber                                                 | Namco                                    | Vertical                          | Arcade — PC Engine |
| 1990  | Download 2                                                   | Alpha System                             | Horizontal                        | PC Engine |
| 1990  | Final Blaster                                                | Namco                                    | Vertical                          | PC Engine |
| 1990  | Fire Shark!                                                  | Toaplan                                  | Vertical                          | Arcade — Mega Drive |
| 1990  | G-LOC: Air Battle                                            | Sega                                     | Rail shooter                      | Arcade — cf. article |
| 1990  | Gaiares                                                      | Telenet Japan                            | Horizontal                        | Mega Drive |
| 1990  | Granada                                                      | Wolf Team                                | Multidirectionnel                 | X68000, Mega Drive |
| 1990  | Gun Nac                                                      | Compile                                  | Vertical                          | NES |
| 1990  | Intact                                                       | CrossTechnics                            | Vertical                          | Amiga |
| 1990  | Kamikaze                                                     | Codemasters                              | Horizontal et vertical            | Amiga, Commodore 64 — ZX Spectrum                                                                                        |
| 1990  | Lightning Fighters                                           | Konami                                   | Vertical                          | Arcade |
| 1990  | Musha Aleste                                                 | Compile                                  | Vertical                          | Mega Drive |
| 1990  | Naious                                                       | Exact                                    | Horizontal                        | X68000 |
| 1990  | Nemesis                                                      | Konami                                   | Horizontal                        | Game Boy |
| 1990  | Nucleus                                                      | Mutation Software                        | Horizontal                        | Amiga |
| 1990  | Paranoia                                                     | Dual Corporation                         | Horizontal                        | PC Engine |
| 1990  | Parodius Da!                                                 | Konami                                   | Horizontal                        | Arcade — cf. article |
| 1990  | R360 G-LOC: Air Battle                                       | Sega                                     | Rail shooter                      | Arcade |
| 1990  | Raiden                                                       | Seibu Kaihatsu                           | Vertical                          | Arcade — cf. article |
| 1990  | Rayxenber I                                                  | Data West                                | Horizontal                        | FM Towns |
| 1990  | Renaissance 1                                                | Quasar                                   | Divers                            | Amiga |
| 1990  | Simulcra                                                     | Graftgold                                | Divers                            | Amiga, Atari ST |
| 1990  | Sirius 7                                                     | Vision Software                          | Horizontal                        | Amiga |
| 1990  | Sky Smasher                                                  | Nihon System                             | Vertical                          | Arcade |
| 1990  | Solar Striker                                                | Nintendo                                 | Vertical                          | Game Boy |
| 1990  | Sophelie                                                     | New Deal Productions                     | Horizontal                        | Amiga, Atari ST |
| 1990  | Submarine Attack                                             | Sega                                     | Horizontal                        | Master System |
| 1990  | Super Space Invaders '91                                     | Taito                                    | Fixe                              | Arcade — cf. article |
| 1990  | Super Star Soldier                                           | Hudson Soft                              | Vertical                          | PC Engine, Virtual Console, PlayStation Network                                                                          |
| 1990  | Thunder Force III                                            | Tecno Soft                               | Horizontal                        | Mega Drive, Arcade — Super Nintendo                                                                                      |
| 1990  | Toy Shop Boys                                                | Victor Musical Industries                | Vertical                          | PC Engine |
| 1990  | Venom Wing                                                   | Softeyes Design                          | Horizontal                        | Amiga |
| 1990  | Violent Soldier                                              | Alfa System                              | Horizontal                        | PC Engine |
| 1990  | W Ring                                                       | Naxat Soft                               | Horizontal                        | PC Engine |
| 1990  | Whip Rush                                                    | Sega                                     | Horizontal                        | Mega Drive |
| 1990  | Wings of Death                                               | Eclipse                                  | Vertical                          | Amiga, Atari ST |
| 1990  | XDR: X-Dazedly-Ray                                           | Unipacc                                  | Horizontal                        | Mega Drive |
| 1990  | X-Out                                                        | Rainbow Arts                             | Horizontal                        | Amiga, Atari ST — cf. article                                                                                            |
| 1990  | Ziriax                                                       | Whiz Kidz                                | Horizontal                        | Amiga |
| 1991  | O                                                            | O                                        | O                                 | O |
| 1991  | Acrobat Mission                                              | UPL                                      | Vertical                          | Arcade — Super Nintendo                                                                                                  |
| 1991  | Aerostar                                                     | Vic Tokai                                | Vertical                          | Game Boy |
| 1991  | Aldynes                                                      | Hudson Soft                              | Horizontal                        | PC Engine, SuperGrafX |
| 1991  | Alpha Mission II                                             | SNK                                      | Vertical                          | Arcade — Neo-Geo CD |
| 1991  | Amnios                                                       | Psygnosis                                | Multidirectionnel                 | Amiga |
| 1991  | Black Hornet                                                 | Pal Developments                         | Vertical                          | Amiga, Atari ST — Commodore 64                                                                                           |
| 1991  | Carcharodon: White Sharks                                    | Silicon Warriors                         | Horizontal                        | Amiga |
| 1991  | Cardiaxx                                                     | Eclipse Design                           | Horizontal                        | Amiga |
| 1991  | Comet Busters!                                               | HAMCO Software                           | Multidirectionnel                 | Windows |
| 1991  | Copter 271                                                   | Loriciel                                 | Horizontal                        | GX-4000 |
| 1991  | Coryoon                                                      | Naxat Soft                               | Horizontal                        | PC Engine |
| 1991  | Cosmic Cop                                                   | Irem                                     | Horizontal                        | Arcade |
| 1991  | Cosmo Gang: The Video                                        | Namco                                    | Fixe                              | Arcade — Super Nintendo                                                                                                  |
| 1991  | Cotton: Fantastic Night Dreams                               | Success                                  | Horizontal                        | Arcade — PC Engine, X68000                                                                                               |
| 1991  | Crisis Force                                                 | Konami                                   | Vertical                          | NES |
| 1991  | Cross Fire                                                   | Kyugo Trading                            | Vertical                          | Mega Drive |
| 1991  | Darius Twin                                                  | Taito                                    | Horizontal                        | Super Nintendo |
| 1991  | Dead Moon                                                    | T.S.S                                    | Horizontal                        | PC Engine |
| 1991  | Detana!! Twin Bee                                            | Konami                                   | Vertical                          | Arcade — PC Engine, X68000                                                                                               |
| 1991  | Divine Sealing                                               | CYX                                      | Vertical                          | Mega Drive |
| 1991  | Download 2                                                   | Alpha System                             | Horizontal                        | PC Engine |
| 1991  | Earth Defense Force                                          | Jaleco                                   | Horizontal                        | Arcade — Super Nintendo                                                                                                  |
| 1991  | Fantastic Voyage                                             | Centaur                                  | Horizontal                        | Amiga — CDTV |
| 1990  | Final Soldier                                                | Hudson Soft                              | Vertical                          | PC Engine, Virtual Console                                                                                               |
| 1991  | Fire Mustang                                                 | Taito                                    | Horizontal                        | Mega Drive |
| 1991  | Frenetic                                                     | Core Design                              | Horizontal                        | Amiga, Atari ST |
| 1991  | GG Aleste                                                    | Compile                                  | Vertical                          | Game Gear |
| 1991  | Ghost Pilots                                                 | SNK                                      | Vertical                          | Arcade, Neo-Geo AES |
| 1991  | Gun and Frontier                                             | Taito                                    | Vertical                          | Arcade |
| 1991  | Gynoug                                                       | Masaya                                   | Horizontal                        | Mega Drive |
| 1991  | Hacha Mecha Fighter                                          | NMK                                      | Horizontal                        | Arcade |
| 1991  | Hana Tahka Daka!?                                            | Taito                                    | Horizontal                        | PC Engine |
| 1991  | HyperZone                                                    | HAL Laboratory                           | Rail shooter                      | Super Nintendo |
| 1991  | Lethal Xcess: Wings of Death II                              | Eclipse                                  | Vertical                          | Amiga, Atari ST |
| 1991  | Magical Chase                                                | Palsoft                                  | Horizontal                        | PC Engine — Game Boy Color                                                                                               |
| 1991  | Mega Phoenix                                                 | Creepsoft                                | Fixe                              | Amiga, Atari ST — cf. article                                                                                            |
| 1991  | Metal Black                                                  | Taito                                    | Horizontal                        | Arcade — Saturn |
| 1991  | Nemesis II: The Return of the Hero                           | Konami                                   | Horizontal                        | Game Boy |
| 1991  | Necronom                                                     | Lunatic                                  | Horizontal                        | Amiga |
| 1991  | Oath, The                                                    | attic                                    | Horizontal                        | Amiga |
| 1991  | Outzone                                                      | Lankhor                                  | Horizontal                        | Amiga, Atari ST |
| 1991  | Override                                                     | Sting                                    | Vertical                          | PC Engine, X68000 |
| 1991  | Phalanx                                                      | Zoom                                     | Horizontal                        | Super Nintendo, X68000 — Game Boy Advance                                                                                |
| 1991  | Pistol-Shogun                                                | Namco                                    | Horizontal                        | Arcade |
| 1991  | Raiga: Strato Fighter                                        | Tecmo                                    | Horizontal                        | Arcade |
| 1991  | Rayxenber II                                                 | Data West                                | Horizontal                        | PC Engine CD |
| 1991  | Rohgah: Armor Force                                          | Data East                                | Horizontal                        | Arcade |
| 1991  | Seirei Senshi Spriggan                                       | Compile                                  | Vertical                          | PC-Engine |
| 1991  | Sky High Stuntman                                            | Codemasters                              | Vertical                          | Amiga, Atari ST — cf. article                                                                                            |
| 1991  | Solvalou                                                     | Namco                                    | Rail shooter                      | Arcade |
| 1991  | Seirei senshi Spriggan                                       | Compile                                  | Vertical                          | PC Engine CD |
| 1991  | Starblade                                                    | Namco                                    | Rail shooter                      | Arcade — 3DO, Mega-CD, PlayStation                                                                                       |
| 1991  | Strike Fighter                                               | Sega                                     | Rail shooter                      | Arcade — Mega-CD |
| 1991  | Strikeforce                                                  | Midway Games                             | Horizontal                        | Arcade |
| 1991  | Super R-Type                                                 | Irem                                     | Horizontal                        | Super Nintendo |
| 1991  | SWIV                                                         | Random Access                            | Vertical                          | Amiga, Atari ST — cf. article                                                                                            |
| 1991  | Thunder Cross II                                             | Konami                                   | Horizontal                        | Arcade |
| 1991  | Thunder Dragon                                               | NMK                                      | Vertical                          | Arcade |
| 1991  | Trax                                                         | HAL Laboratory                           | Multidirectionnel                 | Game Boy |
| 1991  | Trouble Shooter                                              | Vic Tokai                                | Horizontal                        | Mega Drive |
| 1991  | Verytex                                                      | ISCO                                     | Vertical                          | Mega Drive |
| 1991  | Vimana                                                       | Toaplan                                  | Vertical                          | Arcade |
| 1991  | Xexex                                                        | Konami                                   | Horizontal                        | Arcade |
| 1991  | Z-Out                                                        | Advantec                                 | Horizontal                        | Amiga, Atari ST |
| 1992  | P                                                            | P                                        | P                                 | P |
| 1992  | Aero Fighters                                                | Video System                             | Vertical                          | Arcade — Super Nintendo                                                                                                  |
| 1992  | Agony                                                        | Art & Magic                              | Horizontal                        | Amiga |
| 1992  | Air Zonk                                                     | Red                                      | Horizontal                        | PC Engine |
| 1992  | Alzadick                                                     | Naxat Soft                               | Vertical                          | PC Engine |
| 1992  | Andro Dunos                                                  | SNK                                      | Vertical                          | Arcade - Neo-Geo MVS |
| 1992  | Apidya                                                       | Kaiko                                    | Horizontal                        | Amiga |
| 1992  | Axelay                                                       | Konami                                   | Horizontal                        | Super Nintendo |
| 1992  | Bio-Hazard Battle                                            | Sega                                     | Horizontal                        | Mega Drive |
| 1992  | BlaZeon                                                      | Atlus                                    | Horizontal                        | Arcade — Super Nintendo                                                                                                  |
| 1992  | Boogie Wings                                                 | Data East                                | Horizontal                        | Arcade |
| 1992  | Bōken Danshaken                                              | I'Max                                    | Horizontal                        | PC Engine |
| 1992  | Cho Aniki                                                    | Masaya                                   | Horizontal                        | PC Engine |
| 1992  | Desert Strike: Return to the Gulf                            | Electronic Arts                          | 3D isométrique, multidirectionnel | Mega Drive, Super Nintendo — cf. article                                                                                 |
| 1992  | Dogyūn                                                       | Toaplan                                  | Vertical                          | Arcade |
| 1992  | Empire of Steel                                              | Hot-B                                    | Horizontal                        | Mega Drive — Game Boy Advance                                                                                            |
| 1992  | Fighter and Attacker                                         | Namco                                    | Vertical                          | Arcade |
| 1992  | Final Star Force                                             | Tecmo                                    | Vertical                          | Arcade |
| 1992  | Gate of Thunder                                              | Hudson Soft                              | Horizontal                        | PC Engine cd rom, Virtual Console, PlayStation Network                                                                   |
| 1992  | Gley Lancer                                                  | Masaya                                   | Horizontal                        | Mega Drive |
| 1992  | Grid Seeker: Project Storm Hammer                            | Taito                                    | Vertical                          | Arcade |
| 1992  | Grind Stormer                                                | Toaplan                                  | Vertical                          | Arcade — Mega Drive |
| 1992  | Image Fight II                                               | Irem                                     | Vertical                          | PC Engine |
| 1992  | Koutetsu Yousai Strahl                                       | UPL                                      | Horizontal                        | Arcade |
| 1992  | Last Resort                                                  | SNK                                      | Horizontal                        | Arcade — Neo-Geo CD |
| 1992  | Magic Girl                                                   | Gamtec                                   | Vertical                          | Mega Drive |
| 1992  | Project-X                                                    | Team17                                   | Horizontal                        | Amiga — Amiga CD32, DOS                                                                                                  |
| 1992  | R-Type Leo                                                   | Irem                                     | Horizontal                        | Arcade |
| 1992  | Rayxenber III                                                | Data West                                | Horizontal                        | PC Engine SCD² |
| 1992  | Recca                                                        | Naxat Soft                               | Vertical                          | NES |
| 1992  | Robo Aleste                                                  | Compile                                  | Vertical                          | Mega-CD |
| 1992  | Sol-Deace                                                    | Wolf Team                                | Horizontal                        | Mega Drive, Mega-CD |
| 1992  | Space Turtle Battleship                                      | Samsung                                  | Vertical                          | Mega Drive |
| 1992  | Spriggan Mark 2                                              | Compile                                  | Horizontal                        | PC-Engine |
| 1992  | Starush                                                      | Ubisoft                                  | Horizontal                        | Amiga |
| 1992  | Super Aleste                                                 | Compile                                  | Vertical                          | Super Nintendo |
| 1992  | Super Fantasy Zone                                           | Sunsoft                                  | Horizontal, libre                 | Mega Drive |
| 1992  | Super SWIV                                                   | Sales Curve                              | Vertical                          | Super Nintendo — Mega Drive                                                                                              |
| 1992  | Terra Cresta II                                              | Nichibutsu                               | Vertical                          | PC Engine |
| 1992  | Thunder Force IV                                             | Tecno Soft                               | Horizontal                        | Mega Drive |
| 1992  | Toilet Kids                                                  | Media Rings                              | Vertical                          | PC Engine |
| 1992  | Truxton II                                                   | Toaplan                                  | Vertical                          | Arcade — FM Towns Marty                                                                                                  |
| 1992  | Varth: Operation Thunderstorm                                | Capcom                                   | Vertical                          | Arcade |
| 1992  | Viewpoint                                                    | Sammy                                    | 3D isométrique                    | Arcade — cf. article |
| 1993  | Q                                                            | Q                                        | Q                                 | Q |
| 1993  | Accele Brid                                                  | Genki                                    | Rail shooter                      | SNES |
| 1993  | Air Assault                                                  | Irem                                     | Vertical                          | Arcade |
| 1993  | Apache                                                       | Team17                                   | Horizontal                        | Amiga |
| 1993  | Bari-Arm                                                     | Human Entertainment                      | Horizontal                        | Mega-CD |
| 1993  | Batsugun                                                     | Toaplan                                  | Vertical                          | Arcade — Saturn |
| 1993  | Battle Mania Daiginjō                                        | Vic Tokai                                | Horizontal                        | Mega Drive |
| 1993  | BioMetal                                                     | Athena                                   | Horizontal                        | Super Nintendo |
| 1993  | Blastar                                                      | Core Design                              | Multidirectionnel                 | Amiga |
| 1993  | Chimera Beast                                                | Jaleco                                   | Horizontal                        | Arcade |
| 1993  | Cybattler                                                    | Jaleco                                   | Vertical                          | Arcade |
| 1993  | Darius Force                                                 | Taito                                    | Horizontal                        | Super Nintendo |
| 1993  | Disposable Hero                                              | Euphoria                                 | Horizontal                        | Amiga — Amiga CD32 |
| 1993  | Double-Wings                                                 | Data East                                | Vertical                          | Arcade |
| 1993  | Eco Fighters                                                 | Capcom                                   | Horizontal                        | Arcade |
| 1993  | Eliminate Down                                               | Softvision                               | Horizontal                        | Mega Drive |
| 1993  | GunNail                                                      | NMK                                      | Vertical                          | Arcade |
| 1993  | Hyper Duel                                                   | Tecno Soft                               | Horizontal                        | Arcade — Saturn |
| 1993  | GG Aleste 2                                                  | Compile                                  | Vertical                          | Game Gear |
| 1993  | In the Hunt                                                  | Irem                                     | Horizontal                        | Arcade — PlayStation, Saturn                                                                                             |
| 1993  | Jungle Strike                                                | Electronic Arts                          | 3D isométrique, multidirectionnel | Mega Drive, Super Nintendo — cf. article                                                                                 |
| 1993  | Keio Flying Squadron                                         | Victor Interactive                       | Horizontal                        | Mega-CD |
| 1993  | Lords of Thunder                                             | Hudson Soft                              | Horizontal                        | PC Engine SCD² |
| 1993  | Microcosm                                                    | Psygnosis                                | Rail shooter                      | FM Towns, 3DO, Mega-CD — CD32, DOS                                                                                       |
| 1993  | Nemesis '90 kai                                              | Konami                                   | Horizontal                        | X68000 |
| 1993  | Overkill                                                     | Vision Software                          | Horizontal                        | Amiga, Amiga CD32 |
| 1993  | R-Type III: The Third Lightning                              | Irem                                     | Horizontal                        | Super Nintendo — Game Boy Advance                                                                                        |
| 1993  | Gunlock                                                      | Taito                                    | Vertical                          | Arcade — Saturn |
| 1993  | Sengoku Ace                                                  | Psikyo                                   | Vertical                          | Arcade |
| 1993  | Silpheed                                                     | Game Arts                                | Vertical                          | Mega-CD |
| 1993  | Sorcer Striker (Mahou Daisakusen)                            | Eighting/Raizing                         | Vertical                          | Arcade, FM Towns, Sharp X68000                                                                                           |
| 1993  | Stardust                                                     | Bloodhouse                               | Multidirectionnel                 | Amiga — Atari ST, DOS |
| 1993  | Star Wing                                                    | Nintendo EAD                             | Rail shooter                      | Super Nintendo |
| 1993  | Super Air Diver                                              | Asmik                                    | Rail shooter                      | Super Nintendo |
| 1993  | Super Air Zonk: Rockabilly-Paradise                          | Dual Corporation                         | Horizontal                        | PC Engine |
| 1993  | Sylphia                                                      | Compile                                  | Vertical                          | PC Engine |
| 1993  | Thunder Dragon 2                                             | NMK                                      | Vertical                          | Arcade |
| 1993  | Trevor McFur in the Crescent Galaxy                          | Atari Corp.                              | Horizontal                        | Jaguar |
| 1993  | Uridium 2                                                    | Graftgold                                | Horizontal, libre                 | Amiga |
| 1994  | R                                                            | R                                        | R                                 | R |
| 1994  | Aero Fighters 2                                              | Video System                             | Vertical                          | Arcade, Neo-Geo CD |
| 1994  | Banshee                                                      | Core Design                              | Vertical                          | Amiga 1200, Amiga CD32                                                                                                   |
| 1994  | Darius Gaiden                                                | Taito                                    | Horizontal                        | Arcade — PlayStation, Saturn                                                                                             |
| 1994  | Dezaemon                                                     | Athena                                   | Vertical                          | Super Nintendo — PlayStation                                                                                             |
| 1994  | Eight Forces                                                 | Tecmo                                    | Vertical                          | Arcade |
| 1994  | Fantastic Journey                                            | Konami                                   | Horizontal                        | Arcade — Super Famicom                                                                                                   |
| 1994  | Gunbird                                                      | Psikyo                                   | Vertical                          | Arcade — PlayStation, Saturn                                                                                             |
| 1994  | Kingdom Grand Prix                                           | Eighting/Raizing                         | Vertical                          | Arcade, Sega Saturn |
| 1994  | Märchen Adventure Cotton 100%                                | Success                                  | Horizontal                        | Super Nintendo |
| 1994  | Nebulasray                                                   | Namco                                    | Vertical                          | Arcade |
| 1994  | Panorama Cotton                                              | Success                                  | Rail shooter                      | Mega Drive |
| 1994  | Raptor: Call of the Shadows                                  | Cygnus Studios                           | Vertical                          | DOS |
| 1994  | SoulStar                                                     | Core Design                              | Rail shooter                      | Mega-CD |
| 1994  | Space Invaders DX                                            | Taito                                    | Fixe                              | Arcade — Super Nintendo                                                                                                  |
| 1994  | Sub-Terrania                                                 | Zyrinx                                   | Multidirectionnel                 | Mega Drive |
| 1994  | Super Stardust                                               | Bloodhouse                               | Multidirectionnel                 | Amiga 1200, Amiga CD32 — DOS                                                                                             |
| 1994  | Tempest 2000                                                 | Atari, Llamasoft                         | Tube                              | Jaguar — DOS, Mac OS, Saturn                                                                                             |
| 1994  | Twin Eagle 2 : The Rescue Mission                            | Seta                                     | Vertical                          | Arcade |
| 1994  | Urban Strike                                                 | Electronic Arts                          | 3D isométrique, multidirectionnel | Mega Drive — cf. article                                                                                                 |
| 1994  | Zed Blade                                                    | NMK                                      | Horizontal                        | Arcade |
| 1995  | S                                                            | S                                        | S                                 | S |
| 1995  | 19XX: The War Against Destiny                                | Capcom                                   | Vertical                          | Arcade |
| 1995  | Aero Fighters 3                                              | Video System                             | Vertical                          | Arcade, Neo-Geo CD |
| 1995  | Ai Chō Aniki                                                 | Masaya                                   | Horizontal                        | PC Engine |
| 1995  | Chō Aniki: Kyūkyoku Muteki Ginga Saikyō Otoko                | Pre-Stage                                | Horizontal                        | PlayStation — Saturn |
| 1995  | Darxide                                                      | Frontier Developments                    | Shoot 3D                          | 32X |
| 1995  | Deluxe Galaga                                                | Edgar M. Vigdal                          | Fixe                              | Amiga |
| 1995  | Desert War                                                   | Jaleco                                   | Vertical                          | Arcade |
| 1995  | DonPachi                                                     | Cave                                     | Vertical                          | Arcade — PlayStation (1996), Saturn (1996), PlayStation 3, PlayStation Portable (2010), PlayStation Vita (2012)          |
| 1995  | Earth Defense                                                | Realtec                                  | Vertical                          | Mega Drive |
| 1995  | Game Paradise!, The: Master of Shooting!                     | Jaleco                                   | Vertical                          | Arcade — Saturn |
| 1995  | Gekirindan                                                   | Taito                                    | Vertical                          | Arcade — Saturn |
| 1995  | Ginga Fukei Densetsu Sapphire                                | Hudson Soft                              | Vertical                          | PC Engine |
| 1995  | Jikkyō Oshaberi Parodius                                     | Konami                                   | Horizontal                        | Super Nintendo — PlayStation, Saturn                                                                                     |
| 1995  | Kolibri                                                      | Novotrade                                | Horizontal                        | 32X |
| 1995  | Motherbase                                                   | Sega                                     | 3D isométrique                    | 32X |
| 1995  | P-47 Aces                                                    | Jaleco                                   | Horizontal                        | Arcade |
| 1995  | Panzer Dragoon                                               | Team Andromeda                           | Rail shooter                      | Saturn — Windows |
| 1995  | Philosoma                                                    | G-Artists                                | Horizontal et vertical            | PlayStation |
| 1995  | Pulstar                                                      | Aicom / SNK                              | Horizontal                        | Arcade, Neo-Geo CD |
| 1995  | Rendering Ranger: R2                                         | Rainbow Arts                             | Horizontal                        | Super Famicom |
| 1995  | Sky Target                                                   | Sega                                     | Rail shooter                      | Arcade — Saturn |
| 1995  | Space Invaders '95: The Attack of Lunar Loonies              | Taito                                    | Fixe                              | Arcade |
| 1995  | Strikers 1945                                                | Psikyo                                   | Vertical                          | Arcade — PlayStation, Saturn                                                                                             |
| 1995  | Super Air Diver 2                                            | Asmik                                    | Shoot 3D                          | Super Nintendo |
| 1995  | Tyrian                                                       | Eclipse Software                         | Vertical                          | DOS — Windows |
| 1995  | Twin Bee Yahhoo!                                             | Konami                                   | Vertical                          | Arcade — PlayStation, Saturn                                                                                             |
| 1995  | Twin Cobra II                                                | Takumi                                   | Vertical                          | Arcade — Saturn |
| 1995  | Vertical Force                                               | Hudson Soft                              | Vertical                          | Virtual Boy |
| 1995  | Xevious 3D/G                                                 | Namco                                    | Vertical                          | Arcade — PlayStation |
| 1996  | T                                                            | T                                        | T                                 | T |
| 1996  | AirGrave                                                     | Santos                                   | Vertical                          | PlayStation |
| 1996  | Battle Garegga                                               | 8ing, Raizing                            | Vertical                          | Arcade — Saturn |
| 1996  | Defender 2000                                                | Atari Corp.                              | Horizontal                        | Jaguar |
| 1996  | Dezaemon Plus                                                | Athena                                   | Vertical                          | PlayStation, PlayStation 3 (2010), PlayStation Portable (2010)                                                           |
| 1996  | Gratia: Second Earth                                         | Jaleco                                   | Horizontal                        | Arcade |
| 1996  | Highly Responsive to Prayers                                 | ZUN                                      | ?                                 | PC-98 |
| 1996  | Ironclad                                                     | Saurus                                   | Horizontal                        | Arcade, Neo-Geo AES |
| 1996  | Panzer Dragoon II Zwei                                       | Team Andromeda                           | Rail shooter                      | Saturn |
| 1996  | Piranha                                                      | D-Designs                                | Multidirectionnel                 | DOS |
| 1996  | Raiden Fighters                                              | Seibu Kaihatsu                           | Vertical                          | Arcade |
| 1996  | RayStorm                                                     | Taito                                    | Vertical                          | Arcade — PlayStation, Saturn                                                                                             |
| 1996  | Salamander 2                                                 | Konami                                   | Horizontal                        | Arcade — PlayStation, Saturn                                                                                             |
| 1996  | Sengoku Blade                                                | Psikyo                                   | Horizontal                        | Arcade — Saturn |
| 1996  | Sexy Parodius                                                | Konami                                   | Horizontal                        | Arcade — PlayStation, Saturn                                                                                             |
| 1996  | Sonic Wings Limited                                          | Video System                             | Vertical                          | Arcade — PlayStation, Saturn                                                                                             |
| 1996  | Soviet Strike                                                | Electronic Arts                          | 3D isométrique, multidirectionnel | PlayStation, Saturn |
| 1996  | Spriggan Powered                                             | Micronics                                | horizontal                        | Super Nintendo |
| 1996  | Storm Blade                                                  | Visco Games                              | Vertical                          | Arcade |
| 1996  | Skull Fang                                                   | Data East                                | Vertical                          | Arcade — Saturn |
| 1996  | SWIV 3D                                                      | Random Access                            | Vertical                          | DOS |
| 1996  | Tempest X3                                                   | High Voltage                             | Tube                              | PlayStation |
| 1996  | T-ZerO                                                       | clickBOOM                                | Horizontal                        | Amiga |
| 1996  | Twinkle Star Sprites                                         | ADK                                      | Vertical, compétitif              | Arcade — Neo-Geo CD, Saturn, Dreamcast                                                                                   |
| 1997  | U                                                            | U                                        | U                                 | U |
| 1997  | Aero Fighters Assault                                        | Paradigm                                 | Shoot 3D                          | Nintendo 64 |
| 1997  | Chopper Attack                                               | Seta                                     | Multidirectionnel                 | Nintendo 64 |
| 1997  | Cotton 2: Magical Night Dreams                               | Success                                  | Horizontal                        | Arcade — Saturn |
| 1997  | DoDonPachi                                                   | Cave                                     | Vertical                          | Arcade — Saturn, PlayStation (1998), PlayStation 3, PlayStation Portable (2010), PlayStation Vita (2012)                 |
| 1997  | Einhänder                                                    | Square Co.                               | Horizontal                        | PlayStation |
| 1997  | G-Darius                                                     | Taito                                    | Horizontal                        | Arcade — PlayStation |
| 1997  | Gradius Gaiden                                               | Konami                                   | Horizontal                        | PlayStation |
| 1997  | Lylat Wars                                                   | Nintendo EAD                             | Rail shooter                      | Nintendo 64 |
| 1997  | Nuclear Strike                                               | Electronic Arts                          | 3D isométrique, multidirectionnel | Nintendo 64, PlayStation, Windows                                                                                        |
| 1997  | Phantasmagoria of Dim. Dream                                 | ZUN                                      | ?, compétitif                     | PC-98 |
| 1997  | Raiden Fighters 2: Operation Hell Dive                       | Seibu Kaihatsu                           | Vertical                          | Arcade |
| 1997  | Reap, The                                                    | Housemarque                              | 3D isométrique                    | Windows |
| 1997  | Sengeki Striker                                              | Warashi                                  | Vertical                          | Arcade |
| 1997  | Shienryu                                                     | Warashi/Sega                             | Vertical                          | Arcade, Saturn, PlayStation, PlayStation Network                                                                         |
| 1997  | Sol Divide: Sword of Darkness                                | Psikyo                                   | Horizontal                        | Arcade — PlayStation, Saturn                                                                                             |
| 1997  | Solar Assault: Gradius                                       | Konami                                   | Rail Shooter                      | Arcade |
| 1997  | Story of Eastern Wonderland                                  | ZUN                                      | ?                                 | PC-98 |
| 1997  | Strikers 1945 II                                             | Psikyo                                   | Vertical                          | Arcade — PlayStation, Saturn                                                                                             |
| 1997  | Thunder Force V                                              | Tecno Soft                               | Horizontal                        | Saturn — PlayStation |
| 1997  | Zero Gunner                                                  | Psikyo                                   | Vertical                          | Arcade |
| 1998  | V                                                            | V                                        | V                                 | V |
| 1998  | Armed Police Batrider                                        | Eighting/Raizing                         | Vertical                          | Arcade |
| 1998  | Asteroids                                                    | Syrox Developments                       | Multidirectionnel                 | PlayStation, Windows — cf. article                                                                                       |
| 1998  | Blazing Star                                                 | Yumekobo / SNK                           | Horizontal                        | Arcade, Neo-Geo AES, Android (2012), iOS (2012), Wii Virtual Console (2012), Windows (2016), Nintendo Switch (2017)      |
| 1998  | Centipede                                                    | Leaping Lizard                           | Horizontal                        | Windows — Dreamcast, PlayStation                                                                                         |
| 1998  | Cotton Boomerang: Magical Night Dreams                       | Success                                  | Horizontal                        | Arcade — Saturn |
| 1998  | Dangun Feveron                                               | Cave                                     | Vertical                          | Arcade |
| 1998  | ESP Ra.De.                                                   | Cave                                     | Vertical                          | Arcade |
| 1998  | Game Paradise! 2, The                                        | Jaleco                                   | Vertical                          | PlayStation |
| 1998  | Gunbird 2                                                    | Psikyo                                   | Vertical                          | Arcade — Dreamcast, PlayStation 2                                                                                        |
| 1998  | Lotus Land Story                                             | ZUN                                      | ?                                 | PC-98 |
| 1998  | Mystic Square                                                | ZUN                                      | ?                                 | PC-98 |
| 1998  | Pilot Kids                                                   | Psikyo                                   | Horizontal                        | Arcade |
| 1998  | R-Type Delta                                                 | Irem                                     | Horizontal                        | PlayStation |
| 1998  | Radiant Silvergun                                            | Treasure                                 | Vertical                          | Arcade — Saturn — Xbox Live Arcade (2011)                                                                                |
| 1998  | RayCrisis                                                    | Taito                                    | Vertical                          | Arcade — PlayStation |
| 1998  | Raiden Fighters Jet                                          | Seibu Kaihatsu                           | Vertical                          | Arcade |
| 1998  | Star Soldier: Vanishing Earth                                | Hudson Soft                              | Vertical                          | Arcade — Nintendo 64 |
| 1999  | W                                                            | W                                        | W                                 | W |
| 1999  | 70's Robot Anime: Geppy-X                                    | Aroma                                    | Horizontal                        | PlayStation |
| 1999  | Bangai-O                                                     | Treasure                                 | Multidirectionnel                 | Dreamcast, Nintendo 64                                                                                                   |
| 1999  | Battle Bakraid                                               | 8ing                                     | Vertical                          | Arcade — Saturn |
| 1999  | GigaWing                                                     | Takumi                                   | Vertical                          | Arcade — Dreamcast |
| 1999  | Gradius IV: Fukkatsu                                         | Konami                                   | Horizontal                        | Arcade — PlayStation 2                                                                                                   |
| 1999  | Guwange                                                      | Cave                                     | Vertical                          | Arcade |
| 1999  | iS: Internal Section                                         | Square Co.                               | Tube                              | PlayStation |
| 1999  | Prehistoric Isle 2                                           | Yumekobo                                 | Horizontal                        | Arcade |
| 1999  | Protector                                                    | Bethesda Softworks                       | Horizontal                        | Jaguar |
| 1999  | Psyvariar                                                    | Success                                  | Vertical                          | Arcade — PlayStation 2                                                                                                   |
| 1999  | Retro Force                                                  | Psygnosis                                | ?                                 | PlayStation |
| 1999  | Strikers 1945 III                                            | Psikyo                                   | Vertical                          | Arcade |
| 1999  | Strikers 1945 Plus                                           | Psikyo                                   | Vertical                          | Arcade |
| 1999  | Omega Boost                                                  | Polyphony Digital                        | Rail shooter                      | PlayStation |
| 2000  | X                                                            | X                                        | X                                 | X |
| 2000  | 1944: The Loop Master                                        | Capcom                                   | Vertical                          | Arcade |
| 2000  | Chromium BSU                                                 | Mark B. Allan                            | Vertical                          | Linux, Windows |
| 2000  | Dimahoo                                                      | 8ing, Raizing                            | Vertical                          | Arcade |
| 2000  | Dragon Blaze (en)                                            | Psikyo                                   | Vertical                          | Arcade |
| 2000  | Galaga: Objectif Terre                                       | King of the Jungle                       | Fixe                              | PlayStation, Windows |
| 2000  | GigaWing 2                                                   | Takumi                                   | Vertical                          | Arcade — Dreamcast |
| 2000  | Mars Matrix: Hyper Solid Shooting                            | Takumi                                   | Vertical                          | Arcade — Dreamcast |
| 2000  | Psyvariar                                                    | Success Corporation/ Taito Corporation   | Vertical                          | Arcade — PlayStation 2                                                                                                   |
| 2000  | Powermanga                                                   | TLK Games                                | ?                                 | Linux — cf. article |
| 2000  | Rainbow Cotton                                               | Success                                  | Rail shooter                      | Dreamcast |
| 2000  | Vasara                                                       | Visco Games                              | Vertical                          | Arcade — Dreamcast |
| 2000  | Sega Strike Fighter                                          | Sega                                     | Rail shooter                      | Arcade |
| 2000  | Silpheed: The Lost Planet                                    | Game Arts, Treasure                      | Vertical                          | PlayStation 2 |
| 2000  | Warblade                                                     | Edgar M. Vigdal                          | Fixe                              | Windows |
| 2000  | Xenon 2000                                                   | Bitmap Brothers                          | Vertical                          | Windows |
| 2001  | Y                                                            | Y                                        | Y                                 | Y |
| 2001  | Darius R                                                     | Rideon                                   | Horizontal                        | Game Boy Advance |
| 2001  | DoDonPachi II: Bee Storm                                     | IGS                                      | Vertical                          | Arcade |
| 2001  | Gradius Advance                                              | Mobile21                                 | Horizontal                        | Game Boy Advance |
| 2001  | Ikaruga                                                      | Treasure                                 | Vertical                          | Arcade, Dreamcast (2002), GameCube(2003), Xbox Live Arcade (2008), Windows (2014), Nintendo Switch, PlayStation 4 (2018) |
| 2001  | Iridion 3D                                                   | Shin'en                                  | Rail shooter                      | Game Boy Advance |
| 2001  | Progear                                                      | Cave                                     | Horizontal                        | Arcade |
| 2001  | Shikigami no Shiro                                           | Alpha System                             | Vertical                          | Arcade — PlayStation 2, Xbox                                                                                             |
| 2001  | Toyrobo Force                                                | Global A                                 | Vertical                          | Game Boy Advance |
| 2001  | Rez                                                          | United Game Artists                      | Rail shooter                      | Dreamcast — PlayStation 2, Xbox 360                                                                                      |
| 2001  | Vasara 2                                                     | Visco Games                              | Vertical                          | Arcade — Dreamcast |
| 2001  | Wyvern Wings                                                 | SemiCom                                  | Vertical                          | Arcade |
| 2001  | Zero Gunner 2                                                | Psikyo                                   | Vertical                          | Arcade — Dreamcast |
| 2002  | Z                                                            | Z                                        | Z                                 | Z |
| 2002  | Darius R                                                     | PCCW                                     | Horizontal                        | Game Boy Advance |
| 2002  | DoDonPachi Dai Ou Jou                                        | Cave                                     | Vertical                          | Arcade — PlayStation 2                                                                                                   |
| 2002  | G-Stream: G 2020                                             | Oriental Soft Japan                      | Vertical                          | Arcade |
| 2002  | Invader                                                      | Lost Boys Games                          | Vertical                          | Game Boy Advance |
| 2002  | Ketsui: Kizuna Jigoku Tachi                                  | Cave                                     | Vertical                          | Arcade — Xbox 360 |
| 2002  | Platypus                                                     | Squashy Software                         | Horizontal                        | Windows — PlayStation Portable                                                                                           |
| 2002  | Robotech: The Macross Saga                                   | Lucky Chicken Games                      | Horizontal                        | Game Boy Advance |
| 2002  | Space Invaders EX                                            | Torus Games                              | Fixe                              | Game Boy Advance |
| 2002  | Star X                                                       | Graphic State                            | Rail shooter                      | Game Boy Advance |
| 2002  | Strike Force Hydra                                           | Awesome Studios                          | Vertical                          | Game Boy Advance |
| 2002  | XII Stag                                                     | Triangle Service                         | Vertical                          | Arcade — PlayStation 2, Windows                                                                                          |
| 2003  | ZZa                                                          | ZZa                                      | ZZa                               | ZZa |
| 2003  | Border Down                                                  | G.rev                                    | Horizontal                        | Arcade — Dreamcast |
| 2003  | Chō Aniki: Seinaru Protein Densetsu                          | X-Nauts, Psikyo                          | Horizontal                        | PlayStation 2 |
| 2003  | Dolphin Blue                                                 | Sammy                                    | Horizontal                        | Arcade |
| 2003  | Espgaluda                                                    | Cave                                     | Vertical                          | Arcade — PlayStation 2                                                                                                   |
| 2003  | Iridion II                                                   | Shin'en                                  | Vertical                          | Game Boy Advance |
| 2003  | Psyvariar 2                                                  | Skonec                                   | Vertical                          | Arcade — Dreamcast, PlayStation 2, Xbox                                                                                  |
| 2003  | R-Type Final                                                 | Irem                                     | Horizontal                        | PlayStation 2 |
| 2003  | Shikigami no Shiro II                                        | Alpha System                             | Vertical                          | Arcade, PlayStation 2, Xbox — cf. article                                                                                |
| 2003  | Space Invaders Anniversary                                   | Taito                                    | Fixe                              | Arcade — PlayStation 2, Windows                                                                                          |
| 2003  | Warning Forever                                              | Hikware                                  | Fixe                              | Windows |
| 2004  | ZZb                                                          | ZZb                                      | ZZb                               | ZZb |
| 2004  | Baldr Force EXE                                              | Alchemist                                | Vertical                          | Dreamcast — PlayStation 2                                                                                                |
| 2004  | Chaos Field                                                  | Milestone                                | Vertical                          | Arcade — cf. article |
| 2004  | Gradius V                                                    | Treasure                                 | Horizontal                        | PlayStation 2 |
| 2004  | Jets'n'Guns                                                  | RakeInGrass                              | Horizontal                        | Windows — Mac OS X |
| 2004  | Mushihime-Sama                                               | Cave                                     | Vertical                          | Arcade — PlayStation 2                                                                                                   |
| 2004  | Gunroar                                                      | ABA Games                                | Multidirectionnel                 | Windows — Linux, Mac OS X                                                                                                |
| 2004  | Judgement Silversword                                        | M-Kai                                    | Vertical                          | WonderSwan Color |
| 2004  | Parsec47                                                     | ABA Games                                | Vertical                          | Windows — Linux, Mac OS X                                                                                                |
| 2004  | Torus Trooper                                                | ABA Games                                | Tube                              | Windows — Linux, Mac OS X                                                                                                |
| 2004  | Tumiki Fighters                                              | ABA Games                                | Horizontal                        | Windows — Linux, Mac OS X                                                                                                |
| 2004  | Trizeal                                                      | Triangle Service                         | Vertical                          | Arcade — Dreamcast, PlayStation 2                                                                                        |
| 2005  | ZZc                                                          | ZZc                                      | ZZc                               | ZZc |
| 2005  | Espgaluda II                                                 | Cave                                     | Vertical                          | Arcade |
| 2005  | Geometry Wars: Retro Evolved                                 | Bizarre Creations                        | Multidirectionnel                 | Xbox 360 — Windows |
| 2005  | GigaWing Generations                                         | Takumi                                   | Vertical                          | Arcade — PlayStation 2                                                                                                   |
| 2005  | Grid Wars                                                    | Bizarre Creations                        | Multidirectionnel                 | Windows, Mac OS, Linux                                                                                                   |
| 2005  | Homura                                                       | Skonec                                   | Vertical                          | Arcade — PlayStation 2                                                                                                   |
| 2005  | Ibara                                                        | Cave                                     | Vertical                          | Arcade — PlayStation 2                                                                                                   |
| 2005  | Mono                                                         | BinaryZoo                                | Multidirectionnel                 | Windows |
| 2005  | Nanostray                                                    | Shin'en                                  | Vertical                          | Nintendo DS |
| 2005  | Protöthea                                                    | Digital Builders                         | Multidirectionnel                 | Windows — Wii |
| 2005  | Radilgy                                                      | Milestone                                | Vertical                          | Arcade — Dreamcast, Game Cube, PlayStation 2                                                                             |
| 2005  | Raiden III                                                   | MOSS, Seibu Kaihatsu                     | Vertical                          | Arcade — PlayStation 2, Windows                                                                                          |
| 2005  | Sengoku Cannon                                               | Psikyo                                   | Horizontal                        | PlayStation Portable |
| 2005  | Senko no Ronde                                               | G.rev                                    | Multidirectionnel, compétitif     | Arcade — Xbox 360 |
| 2005  | Shikigami no Shiro III                                       | Alpha System                             | Vertical                          | Arcade — Wii, Xbox 360                                                                                                   |
| 2005  | Sigma Star Saga                                              | WayForward Technologies                  | Horizontal                        | Game Boy Advance |
| 2005  | Space Invaders Evolution                                     | Taito                                    | Fixe                              | PlayStation Portable |
| 2005  | Space Invaders Revolution                                    | Taito                                    | Fixe                              | Nintendo DS |
| 2005  | Star Blazer                                                  | Gladiators Software                      | Horizontal                        | Windows |
| 2005  | Tōhō Bunkachō: Shoot the Bullet                              | Team Shanghai Alice                      | Multidirectionnel                 | Windows |
| 2005  | Under Defeat                                                 | G.rev                                    | Vertical                          | Arcade, Dreamcast (2006), PlayStation 3, Xbox 360 (2012)                                                                 |
| 2006  | ZZd                                                          | ZZd                                      | ZZd                               | ZZd |
| 2006  | After Burner Climax                                          | Sega                                     | Rail shooter                      | Arcade |
| 2006  | Blast Factor                                                 | Bluepoint Games                          | Multidirectionnel                 | PlayStation 3 |
| 2006  | Every Extend Extra                                           | Q Entertainment                          | Multidirectionnel                 | PlayStation Portable — Xbox 360                                                                                          |
| 2006  | Ibara Kuro: Black Label                                      | Cave                                     | Vertical                          | Arcade |
| 2006  | Karous                                                       | Milestone                                | Vertical                          | Arcade — Dreamcast, Wii                                                                                                  |
| 2006  | Last Hope                                                    | NG Dev.Team                              | Horizontal                        | Neo-Geo AES — Dreamcast, Neo-Geo CD                                                                                      |
| 2006  | Mushihime-sama Futari                                        | Cave                                     | Vertical                          | Arcade, Xbox 360 (2009)                                                                                                  |
| 2006  | Pink Sweets: Ibara Sorekara                                  | Cave                                     | Vertical                          | Arcade |
| 2006  | Sigma Star Saga                                              | WayForward Technologies                  | Horizontal                        | Game Boy Advance |
| 2006  | Trigger Heart Exelica                                        | Warashi                                  | Vertical                          | Arcade — Dreamcast (2007), Xbox 360 (2008), PlayStation 2 (2009)                                                         |
| 2007  | ZZe                                                          | ZZe                                      | ZZe                               | ZZe |
| 2007  | Aegis Wing                                                   | Carbonated Games                         | Horizontal                        | Xbox Live Arcade |
| 2007  | After Burner: Black Falcon                                   | Sega                                     | Rail shooter                      | PlayStation Portable |
| 2007  | Asteroids and Deluxe                                         | Stainless Games /Atari                   | Multidirectionnel                 | Xbox Live Arcade |
| 2007  | Death Smiles                                                 | Cave                                     | Horizontal                        | Arcade |
| 2007  | Exzeal                                                       | Triangle Service                         | Vertical                          | Sega NAOMI |
| 2007  | Geometry Wars: Galaxies                                      | Kuju Entertainment                       | Multidirectionnel                 | Nintendo DS, Wii |
| 2007  | Muchi Muchi Pork                                             | Cave                                     | Vertical                          | Arcade |
| 2007  | Otomedius                                                    | Konami                                   | Horizontal                        | Arcade - Xbox 360 |
| 2007  | Raiden IV                                                    | MOSS                                     | Vertical                          | Arcade — Xbox 360 (2008), PlayStation 3 (2014), Windows (2015)                                                           |
| 2007  | Riff: Everyday Shooter                                       | Queasy Games                             | Multidirectionnel                 | PlayStation 3 — Windows                                                                                                  |
| 2007  | Söldner-X: Himmelsstürmer                                    | SideQuest Studios                        | Horizontal                        | Windows |
| 2007  | Space Giraffe                                                | Llamasoft                                | Tube                              | Xbox Live Arcade |
| 2007  | Super Stardust HD                                            | Housemarque                              | Multidirectionnel                 | PlayStation 3 |
| 2007  | Trouble☆Witches                                              | Studio Sieta                             | Horizontal                        | PC |
| 2008  | ZZf                                                          | ZZf                                      | ZZf                               | ZZf |
| 2008  | 1942: Joint Strike                                           | Capcom                                   | Vertical                          | Xbox Live Arcade & PlayStation 3                                                                                         |
| 2008  | Aces of the Galaxy                                           | Artech Studios                           | Rail shooter                      | Xbox Live Arcade & PC |
| 2008  | Axiom: Overdrive                                             | Reflexive Entertainment                  | Multidirectionnel                 | Xbox Live Arcade |
| 2008  | Blast Works: Build, Trade, Destroy                           | Budcat Creations                         | Horizontal                        | Wii |
| 2008  | DoDonPachi Dai-Fukkatsu                                      | Cave                                     | Vertical                          | Arcade |
| 2008  | Gradius ReBirth                                              | M2                                       | Horizontal                        | WiiWare |
| 2008  | Gyrostarr                                                    | High Voltage                             | Tube                              | Wii |
| 2008  | Mamoru-kun wa Norowarete Shimatta                            | G.rev                                    | Vertical                          | Arcade, Xbox 360 (2009), PlayStation 3 (2011)                                                                            |
| 2008  | Nanostray 2                                                  | Shin'en                                  | Horizontal et vertical            | Nintendo DS |
| 2008  | PowerUp Forever                                              | Namco                                    | Multidirectionnel                 | Xbox Live Arcade & PlayStation 3                                                                                         |
| 2008  | Schizoid                                                     | Torpex Games                             | Multidirectionnel                 | Xbox Live Arcade |
| 2008  | Shred Nebula                                                 | CrunchTime Games Inc.                    | Multidirectionnel                 | Xbox Live Arcade |
| 2008  | Söldner-X: Himmelsstürmer                                    | SideQuest Studios                        | Horizontal                        | PlayStation 3 - PlayStation Network                                                                                      |
| 2008  | Space Invaders Extreme                                       | Taito                                    | Fixe                              | Nintendo DS, PlayStation Portable                                                                                        |
| 2008  | Star Soldier R                                               | Hudson Soft                              | Vertical                          | Wii |
| 2008  | Thunder Force VI                                             | Tecno Soft                               | Horizontal                        | PlayStation 2 |
| 2009  | ZZg                                                          | ZZg                                      | ZZg                               | ZZg |
| 2009  | I Made a Game with Zombies in It!                            | Ska Studios                              | Multidirectionnel                 | Xbox Live Arcade & Xbox 360                                                                                              |
| 2009  | Ion Assault                                                  | Coreplay                                 | Multidirectionnel                 | Xbox Live Arcade, Windows & Wii                                                                                          |
| 2009  | Shoot 1UP                                                    | Mommy's Best Games                       | Vertical                          | Xbox Live Arcade |
| 2009  | Shooting Love 200X                                           | Triangle Service                         | Vertical                          | Xbox Live Arcade |
| 2009  | Space Invaders Extreme 2                                     | Taito                                    | Fixe                              | Nintendo DS |
| 2009  | Trouble Witches AC                                           | Bouken                                   | Horizontal                        | Arcade |
| 2010  | ZZg                                                          | ZZg                                      | ZZg                               | ZZg |
| 2010  | Akai Katana Shin                                             | Cave                                     | Horizontal                        | Arcade & Xbox 360 |
| 2010  | Dead Nation                                                  | Housemarque                              | Multidirectionnel                 | PlayStation 3 |
| 2010  | DeathSmiles IIX                                              | Cave                                     | Horizontal                        | Xbox 360 |
| 2010  | Espgaluda II                                                 | Cave                                     | Vertical                          | Xbox 360 & Téléphone mobile iOS                                                                                          |
| 2010  | Fast Striker                                                 | NG Dev.Team                              | Vertical                          | Neo-Geo MVS, Dreamcast, Neo-Geo AES (2013), PlayStation 4, PlayStation Vita (2018)                                       |
| 2010  | Flying Hamster                                               | Game Atelier                             | Horizontal                        | iPhone, PlayStation 3 & PSP                                                                                              |
| 2010  | Hydorah                                                      | Locomalito                               | Horizontal                        | Windows |
| 2010  | King of Fighters Sky Stage                                   | SNK Playmore                             | Vertical                          | Xbox Live Arcade |
| 2010  | Prismatic Solid                                              | Yo1 Komori                               | Vertical                          | Xbox Live Arcade |
| 2010  | Söldner-X 2: Final Prototype                                 | SideQuest Studios                        | Horizontal                        | PlayStation 3 - PlayStation Network                                                                                      |
| 2010  | Strike Witches : ...                                         | Cyber Front                              | Horizontal                        | Xbox 360, Nintendo DS, PlayStation 2                                                                                     |
| 2010  | Vampire Rage                                                 | Tricktale                                | Vertical                          | Xbox Live Arcade |
| 2010  | Who's that Flying ?!                                         | Mediatonic                               | Horizontal                        | PS3 & PSP |
| 2010  | Zeit²                                                        | Ubisoft                                  | Horizontal                        | Xbox 360 |
| 2011  | ZZg                                                          | ZZg                                      | ZZg                               | ZZg |
| 2011  | Bangai-O HD: Missile Fury                                    | Treasure                                 | Horizontal                        | Xbox 360 |
| 2011  | Battle Squadron One (version portable)                       | Cope-Com                                 | Vertical                          | iPhone |
| 2011  | Bullet Soul                                                  | 5pb                                      | Vertical                          | Xbox 360 |
| 2011  | Child of Eden                                                | Q Entertainment                          | rail shooter                      | Xbox 360 & PlayStation 3                                                                                                 |
| 2011  | Crimzon Clover                                               | Yotsubane                                | Vertical                          | Windows 98 à Windows 7                                                                                                   |
| 2011  | Dodonpachi Daifukkatsu Black Label -Ketsui Mode              | Cave                                     | Vertical                          | Xbox 360 |
| 2011  | Eschatos                                                     | Qute                                     | Vertical                          | Xbox Live Arcade |
| 2011  | Galaga Legions DX                                            | Namco                                    | Vertical                          | PlayStation Network |
| 2011  | Muchi Muchi Pork / Pink Sweets – Ibara Sorekara (les 2 jeux) | Cave                                     | Vertical                          | Pink Sweets (Arcade 2006) Pork Arcade en 2007, Xbox 360                                                                  |
| 2011  | Otomedius Excellent                                          | Konami & Hudson Soft                     | Horizontal                        | Xbox 360 |
| 2011  | Strania -The Stella Machina                                  | G.rev                                    | Vertical                          | Xbox Live Arcade |
| 2011  | Sturmwind                                                    | Redspotgames                             | Horizontal                        | Dreamcast |
| 2011  | Trouble Witches Neo!                                         | SNK Playmore                             | Horizontal                        | Xbox Live Arcade |
| 2011  | Heavy Blast                                                  | Naphelia                                 | Horizontal                        | PC |
| 2012  | ZZg                                                          | ZZg                                      | ZZg                               | ZZg |
| 2012  | DoDonPachi Resurrection: Deluxe Edition                      | Cave                                     | Vertical                          | Xbox 360 |
| 2012  | Sine Mora                                                    | Digital Reality, Grasshopper Manufacture | Horizontal                        | PlayStation 3, PlayStation Vita, Windows, Xbox 360, Android (2013), iOS (2013), Ouya (2013)                              |
| 2012  | Big Sky Infinity                                             | Boss Baddie                              | Horizontal                        | PlayStation 3, PlayStation Vita                                                                                          |
| 2012  | Under Defeat HD                                              | G.rev                                    | Vertical                          | PlayStation 3, Xbox 360                                                                                                  |
| 2012  | Ziggurat                                                     | Action Button Entertainment              | Fixe                              | iOS |
| 2013  | ZZg                                                          | ZZg                                      | ZZg                               | ZZg |
| 2013  | Caladrius                                                    | MOSS                                     | Vertical                          | Xbox 360, Arcade (Caladrius AC)                                                                                          |
| 2014  | ZZg                                                          | ZZg                                      | ZZg                               | ZZg |
| 2014  | Caladrius Blaze                                              | MOSS                                     | Vertical                          | PlayStation 3, PlayStation 4 (2016), Windows (2017)                                                                      |
| 2014  | Raiden IV: OverKill                                          | MOSS                                     | Vertical                          | PlayStation 3, Windows (2015)                                                                                            |
| 2014  | Revolver360                                                  | Cross Eaglet                             | Horizontal                        | Xbox 360, Windows |
| 2014  | TxK                                                          | Llamasoft                                | Tube                              | PlayStation Vita |
| 2014  | Velocity 2X                                                  | FuturLab                                 | Horizontal et vertical            | PlayStation 4, PlayStation Vita, Linux (2015), Mac OS X (2015), Windows (2015), Xbox One (2015)                          |
| 2015  | ZZg                                                          | ZZg                                      | ZZg                               | ZZg |
| 2015  | Ghost Blade                                                  | Hucast Games                             | Vertical                          | Dreamcast |
| 2016  | ZZg                                                          | ZZg                                      | ZZg                               | ZZg |
| 2016  | Raiden V                                                     | MOSS                                     | Vertical                          | Xbox One |
| 2017  | ZZg                                                          | ZZg                                      | ZZg                               | ZZg |
| 2017  | Ghost Blade HD                                               | Hucast Games                             | Vertical                          | Linux, Mac OS X, PlayStation 4, WiiU, Windows, Xbox One                                                                  |
| 2017  | Raiden V: Director's Cut                                     | MOSS                                     | Vertical                          | PlayStation 4, Windows                                                                                                   |
| 2017  | Sine Mora EX                                                 | Digital Reality, Grasshopper Manufacture | Horizontal                        | PlayStation 4, Switch, Windows, Xbox One                                                                                 |
| 2018  | ZZg                                                          | ZZg                                      | ZZg                               | ZZg |
| 2018  | Tempest 4000                                                 | Atari, Llamasoft                         | Tube                              | PlayStation 4, Windows, Xbox One                                                                                         |